# Анус человека

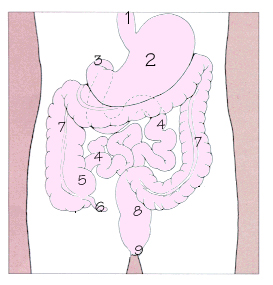
Схема строения желудочно-кишечного тракта человека:
1 — пищевод, 2 — желудок, 3 — двенадцатиперстная кишка, 4 — тонкая кишка, 5 — слепая кишка, 6 — аппендикс, 7 — толстая кишка, 8 — прямая кишка, 9 — анус

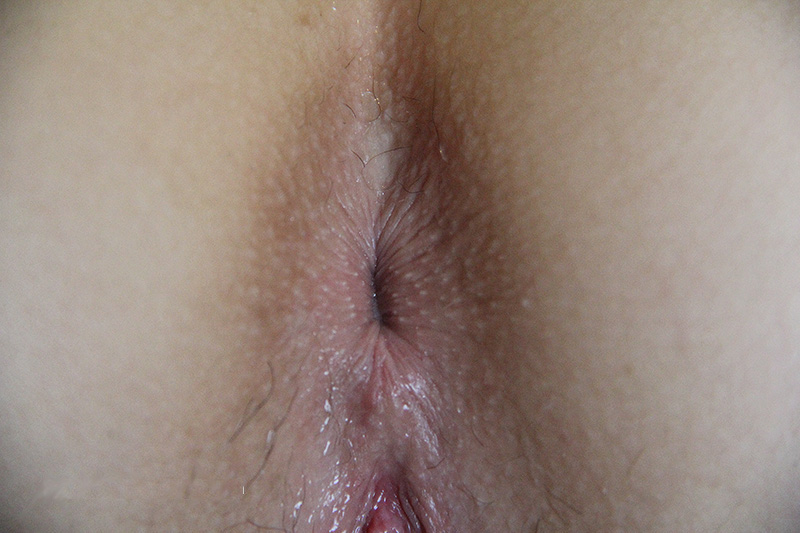
Внешний вид женского ануса

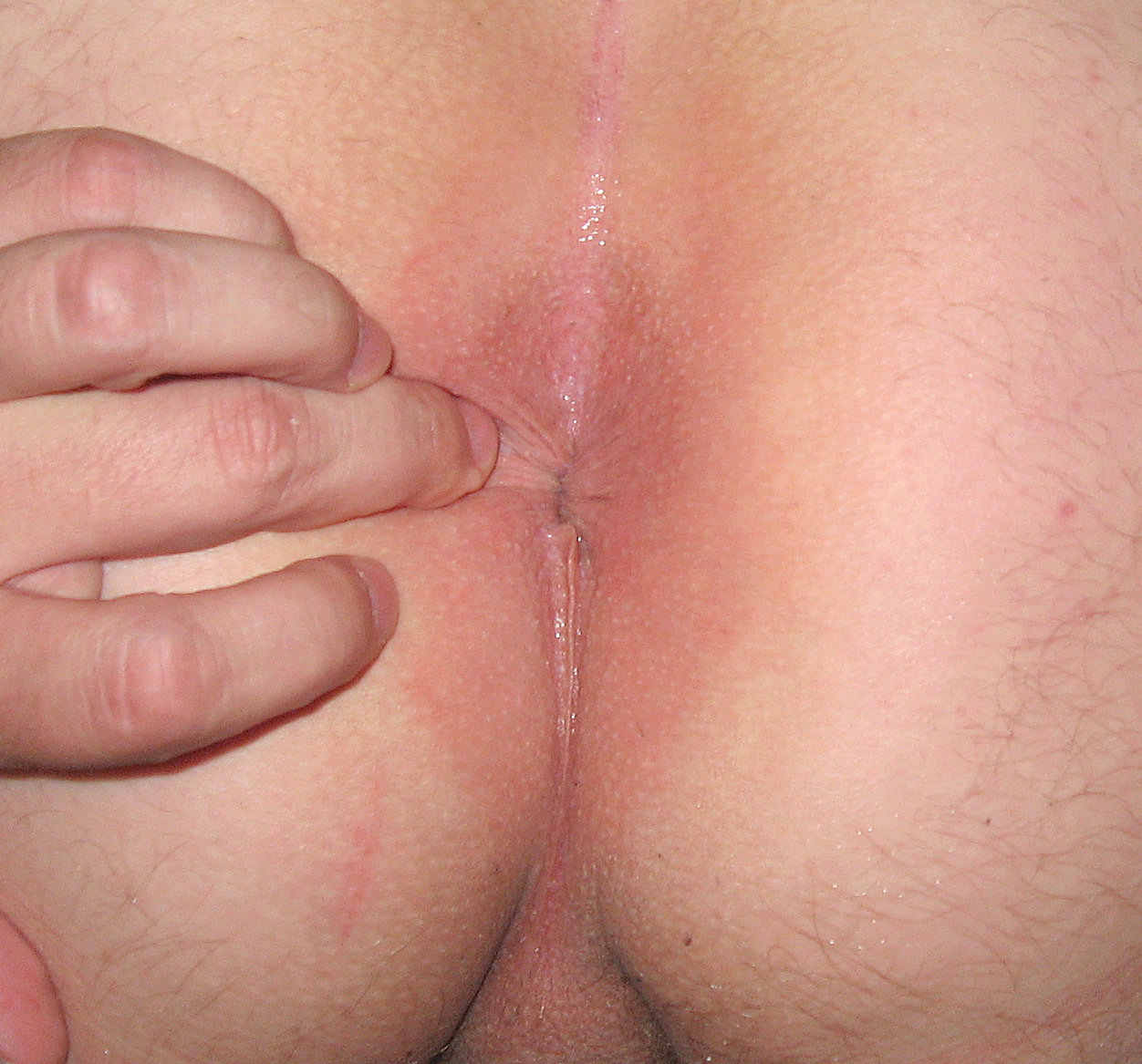
Внешний вид мужского ануса

А́нус (лат. anus — кольцо) — задний проход, или заднепроходное отверстие, или анальное отверстие, нижняя оконечность заднепроходного канала, отверстие, через которое фекалии выводятся из организма.

## Анатомия
Анатомически анус может быть разделён на три отдела, которые характеризуются постепенным переходом слизистой оболочки кишки в кожу:
- лат. Zona columnalis: слизистая оболочка имеет продольные складки (лат. columnae anales), между ними находятся углубления (анальные пазухи или крипты, лат. sinus anales) с отверстиями анальных желёз (лат. glandulae anales)
- лат. Zona intermedia: с многослойным плоским эпителием
- лат. Zona cutanea: выстлана ороговевшим многослойным плоским эпителием, имеет потовые и сальные железы, а также волосы.

У многих видов животных кожа в области ануса содержит много анальных желез.
Просвет ануса выстлан слизистой оболочкой и двумя слоями мускулатуры:
- Внутренний сфинктер ануса (лат. musculus sphincter ani internus): представляет собой утолщение гладкой мускулатуры кишки.
- Внешний сфинктер ануса (лат. musculus sphincter ani externus): образован поперечно-полосатой мускулатурой, поэтому управляется сознанием.[1]

## Иннервация
Перистальтика анального канала управляется парасимпатическими нервными волокнами крестцового отдела позвоночника (лат. nervi splanchnici pelvini). Таким образом расслабляется внутренняя мускулатура ануса, представленная гладкомышечными волокнами. Совместная работа мышц живота и гладкой мускулатуры ануса вызывает опорожнение прямой кишки (дефекация) и каловые массы удаляются из организма. В случае, если мускулатура живота не участвует в этом акте, процесс дефекации замедляется или приостанавливается.
Симпатические нервные волокна уменьшают перистальтику и повышают тонус гладкой мускулатуры ануса, чем обеспечивается возможность задержки дефекации (лат. Continentia alvi). Посредством произвольного сокращения поперечно-полосатой мускулатуры ануса возможна сознательная задержка дефекации. Это возможно посредством иннервации, обеспечиваемой nervus rectalis caudalis.
Чувствительная иннервация ануса производится посредством срамного нерва. Поскольку в области ануса сосредоточено большое количество нервных окончаний, он является очень чувствительной областью человеческого тела и может также рассматриваться в качестве эрогенной зоны (особенно в области musculus sphincter ani externus и следующей за ним мускулатуры кишечника).

## Методы исследования
Анус и прямая кишка являются предметом изучения проктологии.
Различают следующие методы исследования ануса:
- Внешний осмотр
- Пальцевое ректальное исследование (является одним из самых простых, но важных методов)
- Ректороманоскопия (исследование при помощи эндоскопа)
- Эндосонография
- Аноректальная манометрия
- Дефекография

## Заболевания ануса
- Атрезия ануса, врождённый порок развития ануса (вследствие отсутствия просвета анальной мембраны)
- Анальная экзема, острое или хроническое раздражение кожи в области ануса
- Рак прямой кишки
- Геморрой, узлообразные уплотнения и расширения кровеносных сосудов прямой кишки
- Трещина заднего прохода, болезненный надрыв параректальной кожи
- Парапроктит, в частности, острый (как правило, в виде абсцесса в области ануса)
- Свищ заднего прохода, может быть проявлением хронического парапроктита или следствием травмы
- Выпадение прямой кишки, выпадение слизистой оболочки ануса
- Зуд заднего прохода как симптом разнообразных заболеваний (в частности, геморроя, сахарного диабета, энтеробиоза и др.)

## Различия в мышечном окружении женского и мужского ануса

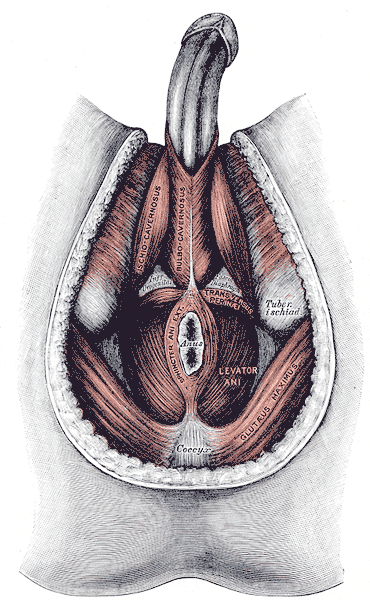
Мышцы промежности мужчины
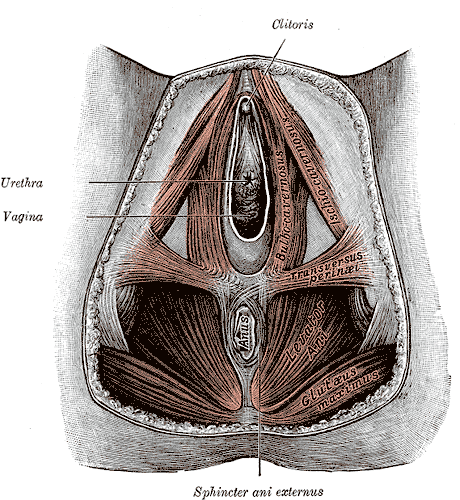
Мышцы промежности женщины

## Интересные факты
Древние египтяне считали анус местом выхода души, поэтому чистоте ануса придавалось большое значение.